# Щиголев, Александр Анатольевич
Алекса́ндр Анато́льевич Щиголев (род. 8 апреля 1973 года, Кировск, Ленинградская область, РСФСР, СССР), также известный как Поручик, — российский рок-музыкант, ударник рок-группы «Северный Флот», в прошлом участник и один из сооснователей рок-группы «Король и Шут», барабанщиком которой он являлся на протяжении всей её истории, лишь c перерывом на службу в армии. Прозвище Поручик получил в честь поручика Ржевского.

## Биография
Учился играть на ударных в музыкальной школе Игоря Голубева при Ленинградском рок-клубе. В 1988 году вместе с одноклассниками Михаилом Горшенёвым и Александром Балуновым основал группу «Контора» (после присоединения к группе Андрея Князева группа переименовалась в «Король и Шут»).
В 1995 году Александр, вернувшись из армии, полностью посвятил себя группе. Начал осознанно заниматься игрой на барабанах только с 2000 года. Из современных ударников выделяет участника группы The Cure Джейсона Купера.
После смерти Горшенёва и распада группы Щиголев и остальные участники группы основали проект «Северный флот».
Александр принимал участие в записи альбома группы «Бригадный подряд» — «Красота Сожрёт Мир» (2004) и альбома «Так не должно быть» (2006), в качестве барабанщика.
Александр являлся официальным эндорсером барабанов «TAMA» в России.
С 25 декабря 2011 года Александр стал эндорсером барабанов компании «Yamaha».
В ноябре 2014 стал эндорсером Paiste.
Также получил эндорсмент барабанных палочек Agner Drumsticks.